# Henri Jibrayel
Henri Jibrayel est un homme politique français, né le 18 septembre 1951 à Marseille (Bouches-du-Rhône).
En 2018 et 2021, il est condamné pour abus de confiance et prise illégale d’intérêts. Ses peines sont aggravées en appel. En 2025, il est condamné pour violences volontaires.

## Biographie

### Enfance
Le père d’Henri Jibrayel, assyro-chaldéen rescapé du massacre des Assyriens et réfugié avec ses parents dans un bidonville à Beyrouth, épouse en 1938 une maronite de Bkassine (près de Jezzine), avant de s'engager dans les Forces françaises libres après l'appel du 18 Juin. À l’issue de la guerre, la famille est naturalisée française, et habite d'abord dans un bidonville près de Marseille. Puis le père est envoyé à Madagascar jusqu'en 1950, avant de partir en Indochine durant la guerre. Henri Jibrayel naît en 1951. Dans les années 1960, il quitte l'école et devient manœuvre-grutier, puis est engagé comme employé aux Postes, télégraphes et téléphones (PTT).

### Engagement politique
Ancien syndicaliste aux PTT (chez Force ouvrière) puis secrétaire général de la Fédération nationale des syndicats autonomes des PTT, il s'engage ensuite en politique et est élu conseiller général du canton de Marseille-Verduron en 2001, réélu en 2008 et délégué aux sports à partir de mars 2011.
Au Parti socialiste, il est secrétaire de la section du 16e arrondissement de Marseille, membre du secrétariat fédéral, délégué aux relations extérieures, membre du Conseil National du Parti.

### Election à l'Assemblée nationale
Il est élu député de la 4e circonscription des Bouches-du-Rhône le 17 juin 2007 avec 57,41 % des suffrages (25,85 % au premier tour). En 2008, Jean-Marc Ayrault, président du groupe socialiste à l'Assemblée nationale, le nomme vice-président chargé des transports.
Le 10 décembre 2011, Henri Jibrayel est nommé par le conseil national du PS pour être candidat dans la 7e circonscription des Bouches-du-Rhône (14e, 15e et 16e arrondissements de Marseille).
En juin 2012, il est élu député de la 7e circonscription des Bouches-du-Rhône. Le 27 juin à l'Assemblée nationale, il est élu vice-président de la commission des Affaires économiques, puis le 3 juillet nommé vice-président du groupe socialiste.

### Candidature à la mairie de Marseille
Après avoir laissé planer le doute sur ses intentions,, Henri Jibrayel se déclare candidat à la mairie de Marseille le 13 février 2013 en vue des élections municipales de 2014. Il participe à la primaire PS, affrontant notamment Samia Ghali, Eugène Caselli, Marie-Arlette Carlotti, Christophe Masse et Patrick Mennucci ; il est éliminé au premier tour, au profit de Samia Ghali et Patrick Mennucci, se ralliant à ce dernier.

### Affaires judiciaires

#### Mini-croisières
Le 19 décembre 2014, il est mis en examen pour abus de confiance et prise illégale d'intérêts. Le juge d'instruction souhaitant connaitre les conditions de paiement de quatre mini-croisières organisées par Henri Jibrayel. Le 3 août 2018, il est renvoyé devant le tribunal correctionnel, pour abus de confiance et prise illégale d’intérêts.
En septembre 2020, reconnu coupable d’abus de confiance et de prise illégale d’intérêts, il est condamné à trente mois de prison (dont dix ferme à purger à son domicile sous surveillance électronique), cinq ans de privation de ses droits civiques et civils (dont l’inéligibilité) et trente mille euros d'amendes.

#### Utilisation illégale de son indemnité de député
En octobre 2021, il est jugé pour avoir utilisé son IRFM pour jouer au casino et rembourser le crédit d'un véhicule à usage privé. Henri Jibrayel assure que l'argent dépensé au casino était le sien. Le 22 novembre, il est condamné à cinq ans de privation de droits civiques, un an de prison dont six mois ferme, dix mille euros d'amende, ainsi qu'au remboursement de 18 500 euros à l'Assemblée nationale.
En mai 2023, les deux condamnations sont aggravées en appel. Dans l'affaire d'abus de confiance et de prise illégale d’intérêts, il est condamné à trois ans de prison dont 15 mois ferme pour avoir organisé des croisières pour seniors à des fins électorales. Dans la seconde affaire, la condamnation est de deux ans de prison dont neuf mois ferme. Deux amendes d'un total de 40 000 euros sont aussi prononcées. Les parties fermes des condamnations doivent être purgées à domicile avec bracelet électronique. Henri Jibrayel a annoncé se pourvoir en cassation,.

#### Violence volontaire en réunion
Le 11 mars 2025, Henri Jibrayel et son fils Sébastien Jibrayel, adjoint au maire de Marseille en charge du sport, sont placés en garde à vue, pour violences volontaires en réunion à l'encontre de deux jeunes militants de la France Insoumise; ils sont jugés en mai 2025 par le tribunal judiciaire de Marseille pour des faits de violence en réunion ayant entraîné une incapacité temporaire de travail n’excédant pas huit jours. Le 3 juillet 2025, il est condamné dans cette affaire à six mois de prison avec sursis.